# Ibrahima Seck
Pour les articles homonymes, voir Seck.
Ibrahima Khaliloulah Seck est un footballeur international sénégalais né le 10 août 1989 à Bargny. Il évolue au poste de milieu défensif à l'US Créteil-Lusitanos.

## Biographie
Après avoir joué trois saisons au SAS Épinal et après avoir été retenu dans la formation sénégalaise au cours des Jeux olympiques de 2012, il débarque dans le Val-de-Marne à l'été 2012, en compagnie de Christophe Diedhiou et de Cheikh Ndoye, autres recrues du club cristolien. Il y est sous contrat jusqu'en 2015. Au terme de celui-ci, il rejoint l'AJ Auxerre où Jean-Luc Vannuchi en avait fait une priorité de recrutement.
En juin 2016, il signe un contrat de deux ans en faveur du club belge de Waasland-Beveren.

## Palmarès
- Champion de France de National en 2013 avec l'US Créteil